# 根本寺 (佐渡市)
根本寺（こんぽんじ）は、新潟県佐渡市新穂大野にある日蓮宗の本山（霊蹟寺院）。山号は塚原山。

## 沿革
- 文永8年（1271年） - 寺伝によれば日蓮が三昧堂を開創。
- 永禄年間に日成が三昧堂を正教寺とする。
- 天正15年（1587年） - 京都妙覚寺日典が根本寺を開基し、京都妙覚寺の末寺となる。
- 元和元年（1615年） - 日衍、独立本山となす。
- 寛文11年（1671年） - 身延、池上、中山の三ヶ寺輪番所になる。

現住は51世竹中智英貫首（佐渡市妙満寺より晋山）。潮師法縁。

## 主な伽藍
- 本堂：寛文12年（1672年）建立
- 祖師堂：宝暦11年（1761年）建立
- 庫裡：延宝7年（1679年）建立

## 旧末寺
日蓮宗は1941年（昭和16年）に本末を解体したため、現在では、旧本山、旧末寺と呼びならわしている。
- 法栄山妙伝寺（福島県伊達市）
- 東光山妙法寺（佐渡市両津湊）
- 松崎山本行寺（佐渡市松ケ崎）
- 妙栄山法泉寺（佐渡市相川下山之神町）
- 光栄山瑞仙寺（佐渡市相川中寺町）
- 覚鷲山法輪寺（佐渡市相川下寺町）

## 交通アクセス
- 新潟交通佐渡 南線「根本寺前」バス停（県道65号沿い）より徒歩約3分

## 周辺
- 新穂山王社